# てこ

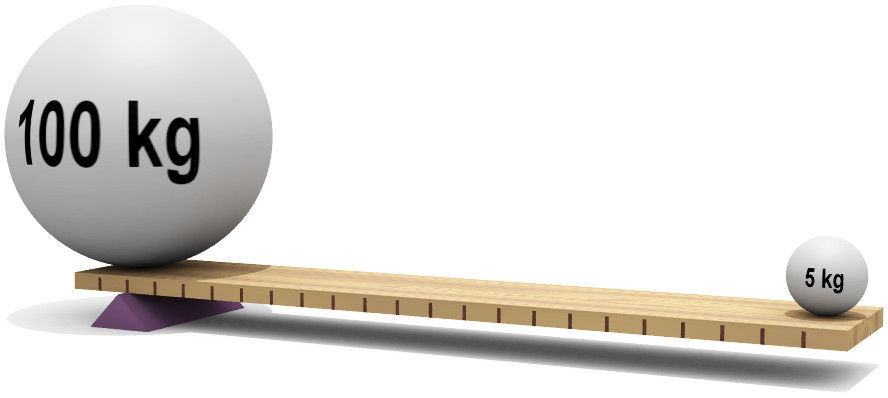
てこ を使えば、100 kg の物体を 5 kg の物体で持ち上げることができる。

てこ（梃子、梃，英語: leverage）とは、弱い力で重たいものを動かしたり、微小な運動を大規模な運動に変換する道具のこと。単純機械の一つであり、あらゆる機械の基礎となっている。

## てこの原理

### 支点・力点・作用点の関係
てこには支点・力点・作用点があり、支点を中心に回転しうる天秤や輪軸がある時、力点は力を加える点、作用点は力が働く点であり、普通は作用点にはおもりなどの負荷がある。支点は動かないよう固定しているため、力点を動かすと作用点が動く仕組みである。
てこを使う上で重要なのは、支点・力点・作用点の位置関係、特にその間隔である。てこで大きな力を得ようと思えば、なるべく支点から離れたところに力点を置く、あるいは支点のなるべく近くに作用点を置けばよい。小さい力を得ようと思えばその逆を行えばよい。実験をすると支点から力点までの距離が支点から作用点までの距離の2倍であれば、得られる力は加えた力の2倍になることがわかる。この関係を式で表すと、下記のようになる。
{\displaystyle d_{1}F_{1}=d_{2}F_{2}}
{\displaystyle d_{1}} : 支点と力点の間の距離
{\displaystyle F_{1}} : 力点に加える力
{\displaystyle d_{2}} : 支点と作用点の間の距離
{\displaystyle F_{2}} : 作用点で得られる力
ただし、上の式は単純化のため力点、支点にかかる力が平行だとした時の式であり、本来は{\displaystyle d_{1},d_{2}}はモーメントアーム（支点から力のベクトルに下ろした垂線の長さ）である点に注意を要する。
このモーメントアーム×力を力のモーメントと呼び、力のモーメントの釣り合いがてこの原理の本質である。

### 力点と作用点という名前
小学校では支点・力点・作用点の3点セットで教わるが、大学の力学では力点は物理用語としては普通登場しない。
力学では「力」はテンソルとして扱われる。大抵の場合、単純化のため「1階のテンソル」（ベクトル）として扱われ、大きさ・向き・始点を持つ（中学校以上ではこちらの概念で学ぶ）。これを力の三要素と呼び、特にベクトルの始点を作用点（または着力点）と呼ぶ。このため力学で'てこ'を扱う際は、人がてこに加える力と、重りがてこに加える力のそれぞれの作用点があるだけである。例えば英語では、力の作用点を point of application と呼ぶが、てこを説明する際は「人が加える力」の作用点を point of effort、「重りが加える力」の作用点をpoint of load と呼ぶ。この2点を小学校では力点・作用点と呼んでおり、物理学を学んだ者は混乱しないように注意が必要である。
なぜ2つの力のベクトルの始点を異なる名前で呼ぶ必要があるかといえば、てこの分類に必要であるからである。もし力点・作用点を区別しなければ、「てこの種類」で述べる第2種てこ・第3種てこを分類できない。このような分類をする理由は、てこが「力を増幅させ、あるいは力の向きを変更させる」最も基礎的な装置として古代に開発された道具（単純機械）であり、力を伝達する装置であるからである。力の伝達装置の入力・出力を区別するため、力点・作用点という異なる名前が必要だったのである。
なお、天秤においては力点・作用点を区別できない。これは、てことは道具の目的が異なるからである。ある小学校の指導案では、「てんびん」を学習させた後、てんびんの片方のおもりをはずして手で押し、重いおもりを小さい力で持ち上げられるという「てこの原理」を体感させることで「てこ」を学習させる。ここで自分の手があるほうが力点となり、同時に天秤は重い物を持ち上げる道具になっている。
ちなみに支点は力学でも重要であり、英語では Fulcrumという固有の単語がある。

## てこの歴史
古代イタリアのシチリア島のシラクサに生まれたアルキメデスは、「てこの原理」を発見し、物理学の類いにした。これは、シラクサがポエニ戦争に巻き込まれた時、大きな威力を発揮した。特に投石機などである。また、さらにその時、「我に支点と長い棒を与えよ。されば地球をも動かさん。」と言ったとされる伝説が残されている。

## てこの種類
てこは支点、力点、作用点の位置関係により、以下の三種類に分類される。三点を一直線上に並べたとき、真ん中が支点になるものを第1種てこと呼ぶ。同様に真ん中が作用点であれば第2種、力点であれば第3種と呼ぶ。英語では、てこの三種類で真ん中に来る点をそれぞれfulcrum（支点）, load（作用点）,  effort（力点）として、flex と呼ぶ覚え方がある。
ここでは、説明のため支点、力点、作用点が一直線上にあるが、実際はその必要はない。くぎ抜きはそのよい例。

### 第1種てこ

第1種てこの図。手の記号がある所が力点。支点は三角形で支えられている。矢印の大きさは力の大きさを表す。

てこで大きな力を得る場合は、力点と作用点の間に支点を置く。力点を右側とした場合は、左から「作用点、支点、力点」の順になる（右図参照）。力点で加えた小さい下向き力は、三角形で支えられる支点を媒介して、作用点で大きな上向きの力となる。
力点と作用点を入れ替えると要する力は大きくなるが、動きを大きく、あるいは速くすることができる。
代表的なてこの一種で、古くから巨石などを動かすのにも使われてきた。この種類のてこを用いて大きなものを小さい力で動かす仕組みを使っている道具として、くぎ抜き、洋はさみ、缶切り、ラジオペンチ等がある。
小さなものを速く大きく動かす仕組みとしてはトレビュシェットがある。おもりが落下することによって石弾を高速で投擲（とうてき）することができるが、おもりは石弾の数倍〜数十倍の重量が必要となる。

### 第2種てこ

第2種てこの図。

大きい力を使う場合はもうひとつの構図もある。作用点を中心に置き、力点と支点が外側になる場合である。力点を左側に置いた場合は、左から「力点、作用点、支点」の順になる（右図参照）。力点に加えた小さい上向きの力は、作用点で大きな上向きの力となる。
これも、小さい力を大きな力に変えて加えることができる。この方法を使って大きな力を加えて用いる道具には、栓抜き、くるみ割り器、蟹割り器、穴あけパンチ、空き缶つぶし器等がある。

### 第3種てこ

第3種てこの図。

逆に、てこで大きな運動を得る場合は、支点を力点と作用点の外側で、かつ力点に近い場所に置く。左側を作用点とした場合は、左から「作用点、力点、支点」の順になる（右図参照）。力点に加えた小さな運動は、作用点において大きな運動となる。その代償として、この種類のてこでは、加えた力よりも小さい力が伝えられる。この種類のてこを用いた道具には、ピンセット、トング、手持ち式のホッチキス、箸、和鋏などがある。

## てこの応用
実際の道具や機械には、てこの仕組みを複数使っているものがある。例えば爪切りは、力点、支点、作用点、各2つずつあると考えることができる。
鉄道の連動装置では、かつて転轍機や信号機を人力で動かすために、大きいレバーをてことして動かしていた。その名残で、電気的なスイッチの操作で済むようになった後も「てこ」と呼び習わされている。
てこの原理は格闘技における関節技にも使用されており、少林寺拳法でも重宝すべき原理とされている。

## 工事現場のてこ
てこは工事現場などで、てこの原理を使って石や樹木をこじ上げて動かしたり、石材の合端を合わせたり、樹木の向きを変えるための専用の道具の名称でもある。木製の木でこや鉄製の金てこがある。
追いてこ
てこを物体の下にこじ入れ、てこの先と地面の接する点を支点に物体を向こう側に移動させる方法
持ちてこ
てこを物体の下にこじ入れ、てこの先と地面の接する点を支点に物体を持ち上げる方法
はねてこ
てこを物体の下にこじ入れ、角材などの枕を差し込み、それを支点に物体を持ち上げる方法
舟漕ぎ
てこを使って3人がかりで物体を少しずつ移動する方法。両脇を”はねてこ”で支え、舟の櫂のような動きで押しつつ、後ろから”追いてこ”で押す。